# Los 40 Primavera Pop
Los 40 Primavera Pop (estilizado como LOS40 Primavera Pop; llamado simplemente Primavera Pop hasta 2016) es un concierto anual organizado por la emisora musical Los 40 como repaso del año anterior y para celebrar la llegada de la primavera con la actuación de varios artistas nacionales e internacionales. Su primera edición fue en 2007, y hasta ahora siempre ha tenido lugar en torno a los meses de marzo y abril.

## 2007
En su año de debut, Primavera POP congregó a más de 12.000 personas, hasta abarrotar el aforo de la plaza de toros La Cubierta, el día 30 de marzo de 2007. El concierto fue un gran éxito, por lo que se decidió convertirlo en una tradición anual.

### Actuaciones
- Diego Martín
- Conchita
- Lucky Twice
- Nena Daconte
- September
- Take That
- Taxi

## 2008
Para la segunda entrega del festival, se eligió una fecha más entrada en la primavera, con el fin de hacer sentir más el calor propio de la ida del invierno. Fue el 25 de abril de 2008 finalmente, y un año más, el recinto se llenó hasta los topes. El cartel de artistas se extendió de 7 a 16 en cuestión, aunque se prescindió de música extranjera para hacer el festival más latino, siendo Belinda y Belanova los únicos invitados no españoles (ambos de México). De este modo, cada artista no interpretó más de dos canciones (una canción la mayoría, dos algunos), a excepción de M-Clan y Melendi, que estuvieron media hora cada uno en el escenario.
Por otro lado, como anécdota queda el dato de que Conchita repitió en el espectáculo una vez más, y que Despistaos tuvieron que interrumpir su actuación cuando cantaban su éxito Cada dos minutos, por culpa de uno de los globos gigantes que circulaban sobre el público, que deambulando se encontró con el escenario, y por tanto con los miembros del grupo.

### Actuaciones
- Angy Fernández
- Belanova
- Belinda
- Conchita
- David Tavaré
- Despistaos
- Dover
- Efecto Mariposa
- Estopa
- Hanna
- M-Clan
- Melendi
- Melocos
- Merche
- MísterCometa
- Sergio Alcover - Profesor de Fama, ¡a bailar!

## 2009

### Actuaciones
- Lucas Marciano con  El canto del loco
- Carlos Baute con  Marta Sánchez
- Lady Gaga
- Nena Daconte
- Melendi
- Ragdog
- Kate Ryan
- Manuel Carrasco
- Madcon
- Celtas Cortos
- Despistaos
- Macaco
- Conchita
- Calle París
- Melocos
- Alesha Dixon
- Coti
- La sonrisa de Julia
- Taxi (banda)

## 2011
Presentado por Tony Aguilar y Cristina Boscá. El beneficio de las entradas se destinará a los más de 200.000 civiles que han huido de la represión de Gadafi en Libia, dentro del programa de ACNUR, la Agencia de la ONU para los Refugiados.

### Actuaciones
- Alexandra Stan
- Carlos Jean
- Dani Martín
- Despistaos
- El Pescao
- Enrique Iglesias
- James Blunt
- La Musicalité
- Macaco
- Maldita Nerea
- Malú
- Mohombi
- Kate Ryan
- Pablo Alborán
- Pignoise
- Pol
- Robert Ramírez
- Soraya
- The Monomes

## 2018
La edición 2018 se celebró en Madrid, Barcelona y por primera vez en Málaga en el Auditorio Cortijo de Torres, ciudad en la que fue gratuito.

### Actuaciones
| Ciudad    | Artistas |
| --------- | --- |
| Madrid    | * Liam Payne Clean Bandit Taburete Adexe y Nau Blas Cantó Sofía Reyes Anitta Aitana y Ana Guerra Juan Magán y Belinda REYKO Melendi Efecto Pasillo Ruth Lorenzo Scott Helman Maico Sweet California Ana Mena Álvaro Soler C.Tangana y Dellafuente Why don´t we |
| Barcelona | Pablo López Sweet California Blas Cantó Sofía Reyes Adexe y Nau Juan Magán y Belinda REYKO Aitana y Ana Guerra Efecto Pasillo Scott Helman Álvaro Soler David Lafuente Laura Durand Aran Maico Ana Mena                                                        |
| Málaga    | Juan Magán y Belinda Aitana y Ana Guerra Laura Durand REYKO Efecto Pasillo Blas Cantó Scott Helman David Lafuente Sofía Reyes Maico Ana Mena |

## 2021
La edición de 2021 se celebrará en Madrid, el 18 de junio en el Palacio de Vistalegre. Las entradas están a la venta.

### Actuaciones
| Ciudad | Artistas |
| ------ | --- |
| Madrid | Ana Mena Aitana Lola Índigo Bombai Omar Montes Beret Rocco Hunt Dvicio Marlon Juan Magán Dani Fernández Lérica Nil Moliner Álvaro de Luna |

Próximamente se darán a conocer todos los artistas que formarán parte de LOS40 Primavera Pop 2021.

## 2023
Después de un largo año de espera, el festival de festivales pop ha estado de vuelta en la capital para traer la mejor música en directo al WiZink Center y hacer vibrar con 22 de los mejores artistas del momento a las más de 10.000 personas que conseguieron su entrada para disfrutar del evento en directo que se celebró en el  Wizink Center.

### Actuaciones
- Lola Índigo
- Sam Ryder
- Ana Mena
- Álvaro de Luna
- Nathy Peluso
- Nil Moliner
- David Bisbal
- Abraham Mateo
- Pablo López
- Beret
- Chanel Terrero
- Emilia Mernes
- Vicco
- Marc Seguí
- Leo Rizzi
- Marlon
- Depol
- Bombai
- Ptazeta
- Polo Nández
- Walls
- Yandel
- Leo Rizzi
- Marlon